# لاديبيش (صحيفة)
لاديبيش (بالفرنسية: La Dépêche)‏ وتعني النشرة الدورية أسبوعية جزائرية تصدر باللغة الفرنسية. يديرها كمال مرسلي مقرها دار الصحافة - القبة (الجزائر) - الجزائر العاصمة.

## وصلات خارجية
- معلومات عن أسبوعية لاديبيش من موقع بوابة الصحافة الجزائرية.
- الموقع الرسمي لجريدة لاديبيش